# Silverstoneia gutturalis
Espèce
Silverstoneia gutturalis est une espèce d'amphibiens de la famille des Dendrobatidae.

## Répartition
Cette espèce est endémique du département de Chocó en Colombie. Elle se rencontre dans le bassin du río Atrato de 30 à 450 m d'altitude sur le versant Est de la Serranía del Baudó

## Description
Les mâles mesurent de 16,3 à 17,9 mm et les femelles de 17,6 à 20,0 mm.

## Publication originale
- Grant & Myers, 2013 : Review of the frog genus Silverstoneia, with descriptions of five new species from the Colombian Chocó (Dendrobatidae, Colostethinae). American Museum novitates, no 3784, p. 1-58 (texte intégral).